# Dominic Iorfa (football, 1995)
Dominic Iorfa, né le 24 juin 1995 à Southend-on-Sea, est un footballeur anglais qui évolue au poste de défenseur à Sheffield Wednesday.
Il est le fils de Dominic Iorfa, footballeur international nigérian.

## Biographie
Le 18 mars 2014, il fait ses débuts pour Shrewsbury, où il est prêté par Wolverhampton.
Le 14 juillet 2017, il est prêté pour une saison à Ipswich Town.
Pour la saison 2018-19 dans la Premier League, il ne s'impose pas dans l'équipe, alors le 31 janvier 2019, il rejoint Sheffield Wednesday en D2.

### International
Le 3 septembre 2015, il fait ses débuts avec l'Angleterre espoirs lors d'un match contre les États-Unis.

## Palmarès

### En sélection
Iorfa remporte le Tournoi de Toulon en 2016 avec l'équipe d'Angleterre espoirs.